# Le Survivant (émission de télévision)
Pour les articles homonymes, voir Le Survivant (homonymie).
Le Survivant (Survivorman) est une émission de télévision canadienne documentaire et d'aventures en 28 épisodes de 44 minutes créée et mettant en vedette Les Stroud et diffusée entre le 13 octobre 2004 et le 19 décembre 2008 sur OLN. Internationalement, elle est diffusée sur Discovery Channel et Discovery Science.
En France, elle est diffusée sur Escales et était diffusée sur Direct 8 et au Québec depuis le 9 janvier 2013 sur Évasion. Depuis 2014, l'émission est diffusée sur Trek.

## Synopsis
Les Stroud, le protagoniste doit survivre pendant une semaine dans différents espaces sauvages avec peu ou pas de nourriture, d'eau et d'équipement de survie. Il est abandonné avec ses vêtements, deux caméras, son harmonica et son couteau suisse. Il ne reçoit presque aucun ravitaillement (parfois une barre de céréales, un paquet de chewing-gum, un morceau de viande, etc.) afin de se rapprocher le plus possible d'un scénario réaliste de survie.
Il utilise des techniques de survie pour demeurer isolé jusqu'à sept jours, en filmant ses aventures, dans des endroits reculés. Selon le site Internet de l'émission, chaque emplacement est repéré en détail par Stroud et son équipe, qui consultent des spécialistes de survie et se renseignent auprès des autochtones de chaque région. La préoccupation majeure de l'émission est que Stroud soit laissé à lui-même, sans équipe de production.

## Distinctions
Lors de l'enregistrement vidéo de chaque épisode, Stroud est seul et exploite toutes les caméras lui-même, alors que son équipe de soutien le surveille de loin. Il est équipé de ses vêtements, d'appareils-photos, de son harmonica, d'un multioutil, et souvent des « objets du quotidien » se rapportant à la situation de l'épisode de survie particulière ou locale. Pour des raisons de sécurité, Stroud emporte aussi un téléphone satellite et une radio pour rester en contact avec son équipe de soutien qui est toujours prête à effectuer un sauvetage. Cependant, Stroud a déclaré qu'il y avait des moments où son téléphone d'urgence ne fonctionnait plus, le laissant totalement seul  et a fait part de son inquiétude. À quelques occasions, Stroud a également été doté d'un fusil pour des raisons de sécurité ou dans le cadre de la situation de survie. Dans l'épisode Canadian Arctic, les experts locaux ne l'avaient pas laissé partir sans fusil en raison de la possibilité d'une attaque d'ours polaires.
Seul face à la nature est fondé sur le même principe et a été diffusé pour la première fois le 10 novembre 2006 sur Discovery Channel. Cependant, le protagoniste est filmé par une équipe de production.

## Production
Le Survivant peut être considéré comme une série dérivée (spin-off) du projet antérieur de Les Stroud, Stranded : une série en cinq volets qui a été diffusée sur la chaîne canadienne Discovery Channel en 2001.
Les Stroud a dû arrêter les enregistrements vidéo de son émission Le Survivant après la troisième saison en raison de ce qu'il décrit comme « le péage physique important » pour filmer chacun de ces épisodes. À partir de 2012, les rediffusions des trois premières saisons sont toujours effectives sur OLN. Le 23 novembre 2011, le site officiel de Les Stroud a annoncé son retour pour une série d'émissions spéciales dans lesquelles il ferait « monter la barre » puisqu'il survivrait seul pendant dix jours, trois jours de plus que dans les épisodes précédents . La première émission d'une heure a été diffusée le 30 juin 2012 sur OLN.
Travel + Escape et Les Stroud Productions sont ravis d'annoncer qu'ils ont conclu un partenariat sur une toute nouvelle série d'aventures originales Survivorman 10 jours mettant en vedette le cinéaste primé et accompli, expert en survie, Les Stroud. La série de 8 épisodes sera diffusée durant l'hiver 2014 sur travel + escape. La nouvelle série Survivorman 10 jours Les Stroud l'emmène dans la plus captivante des odyssées et dans les endroits du monde où la survie est difficile avec peu de nourriture, pas d'eau ou d'engin, aucun personnel de sécurité ni d'appareil photo. Mais cette fois, c'est pour dix jours consécutifs. La série va suivre Les Stroud dans des endroits éloignés tels que la Terre de Feu en Argentine ou les jungles denses du Panama.

## Thèmes des épisodes
Dans chaque épisode, Stroud se met dans une situation de survie unique. La série documentaire a pour but de montrer comment on peut survivre seul, dans un endroit éloigné, avec des fournitures minimales. Trouver de la nourriture, de l'eau et des matériaux pour faire du feu et un abri, sont les principaux défis de chaque épisode à la fin duquel il sera secouru.
Selon son site officiel, Stroud doit faire face aux conséquences de techniques de survie infructueuses ou à des décisions inappropriées. Les raisons de ces erreurs peuvent inclure des contraintes de temps ou de conditions météorologiques méconnues, fréquemment rencontrées par les personnes en situation de survie. Tout en reconnaissant ces erreurs et l'effet négatif sur son état émotionnel qu'elles peuvent créer, Stroud reste généralement calme, ce qui est décrit comme étant essentiel à la survie.
En plus des défis physiques posés par chaque situation de survie, Stroud confronte les effets psychologiques de l'isolement, des blessures physiques, et de l'épuisement. Tout au long de l'épisode, Stroud s'adresse à la caméra, en commentant son état physique et psychologique, fournissant des conseils de survie et faisant des blagues. Stroud essaye aussi souvent de démonter l'équipement disponible (par exemple, bicyclette, motoneige, avion) qu'il lui arrive de rencontrer dans la nature et lui trouve une autre utilisation pratique.
Avant chaque épisode, Stroud s'appuie fortement sur des experts locaux pour l'informer de la faune et la flore et des techniques de survie uniques à cet endroit particulier. S'appuyant sur ce savoir local et l'orientation, Stroud montre à l'auditoire comment trouver des sources viables de nourriture, d'éviter celles qui sont dangereuses ou insalubres, et de les utiliser de manière appropriée et efficace. Stroud explique souvent que la nourriture collectée de cette manière doit être réservée aux situations de survie réelles afin de préserver l'environnement.
Grâce à tous ces exemples, Stroud aurait aidé de nombreuses personnes qui se sont retrouvées bloquées en situation dangereuse par les éléments naturels.

## Enregistrement vidéo
Le contenu de chaque épisode est enregistré entièrement par lui-même en utilisant plusieurs caméras DV qu'il doit emporter avec lui partout où il va. Pour montrer la difficulté de chaque situation de survie, Stroud choisit de laisser une caméra derrière, pour le filmer comme s'il s'éloigne de la zone (la caméra est récupérée plus tard). Par exemple, dans un épisode qui se déroule dans la forêt amazonienne, Stroud est forcé de fuir son camp et d'abandonner tout, sauf deux de ses appareils en raison de la crainte d'une attaque de jaguar. Son appareil photo et les accessoires audio pèsent généralement dans les 50 kg au total. Au cours de "les coulisses de l'émission ", Stroud explique que « la mise en place ou la démolition de l'ensemble de mon matériel photo prend environ 65 % de mon temps. » L'épisode explique également que Stroud et son équipe repèrent soigneusement leurs emplacements à l'avance et consultent les natifs de la région. L'objectif est à la fois d'assurer la sécurité de Stroud, d'esquisser des scénarios intéressants et d'étudier les techniques qui peuvent être illustrées dans l'émission. Il enregistre ensuite un commentaire en voix "off" en studio, où il explique son processus de décision et les détails de la façon dont il accomplit diverses tâches.
Le 16 juillet 2007, Stroud et une équipe de soutien de quatre personnes du camp de secours à proximité ont été cités par les États-Unis National Park Service pour l'enregistrement vidéo commercial sans permis dans le bas Taroka, une zone rarement visitée du parc national des Kenai Fjords en Alaska. Les enquêteurs ont trouvé un abri en bois flotté entouré de plusieurs caméras sur la plage. L'équipe de soutien a campé près d'un site archéologique sensible. Stroud a payé les frais demandés, la localisation et le suivi, au total environ $ 2,800 USD.

## Les conséquences physiques
En septembre 2012, Stroud a déclaré dans une émission de compilation (Survivorman's Top Ten) qu'il avait contracté dans sa bouche une infection par un ver parasite, infection qui a duré plus d'un an. Il a également annoncé que, même s'il n'était pas certain de l'origine de la maladie, il croyait que la source en était de la viande de tortue des marais Géorgie (1,04).).